# Anshelm Wiedh
Johan Anshelm Walerian Wiedh (Dahl), född 8 april 1897 i Stockholm, död 1964 var en svensk målare. Han var son till Leonard Wiedh.
Wiedh studerade konst för sin far Leonard Wiedh, F.W. Odelmark och för Carl Wilhelmson 1918. Han medverkade i Arfvedssons konsthandels utställningar i Stockholm och landsorten. Separat ställde han ut i Östersund 1936 och Örebro 1941.
Wiedh var mycket produktiv och under signaturen Anshelm Dahl utförde realistiska havsutblickar och årstidsfärgade stämningsmotiv från västkusten, men han skildrade även de små stugornas och insjöarnas skogslandskap.